# Латыши (Брянская область)
Латыши — посёлок в Жуковском районе Брянской области, в составе Жуковского городского поселения. 

## География
Расположен в 1,5 км к северо-востоку от окраины города Жуковки.

## История
Возник в начале XX века; до 2005 года входил в Гришинослободский сельсовет.

## Население
| 2010 | 2013 |
| ---- | ---- |
| 454  | ↘431 |

| Год       | 1926 | 1979 | 1989 | 2002 | 2010 |
| --------- | ---- | ---- | ---- | ---- | ---- |
| Население | 32   | 165  | 357  | 470  | 458  |

Застройка посёлка преимущественно частная, за исключением нескольких типовых многоквартирных домов. Связан с Жуковкой городским автобусным маршрутом.
В центре посёлка находится братская могила, где захоронены воины 258-й стрелковой дивизии 50-й армии Брянского фронта, погибшие «в боях с немецко-фашистскими захватчиками» в августе-сентябре 1943 года.

## Улицы посёлка
- Западная
- Звёздная
- Лесная
- Молодёжная
- Новая
- Полевая